# Dili
Dili (vagy Díli) Kelet-Timor fővárosa. Népessége 2015-ben 222 000 fő volt. Dili a szintén Dili nevű körzetnek is fővárosa, mely magában foglalja a környező területet. Ezenkívül érseki székvárosa a Dili főegyházmegyének is.

## Földrajz
A Timor-sziget északkeleti peremén, a Banda-tenger partján fekszik.

### Éghajlat
A száraz évszakban a hőmérsékletet napközben 35 °C körüli, éjjelre 20 °C-ig csökken. Az esős évszakban a hőmérséklet napközben 27 °C körüli. Eső csak a november végétől áprilisig tartó esős évszakban hullik, átlagosan 850–900 mm évente.
| Hónap                         | Jan. | Feb. | Már. | Ápr. | Máj. | Jún. | Júl. | Aug. | Szep. | Okt. | Nov. | Dec. | Év   |
| ----------------------------- | ---- | ---- | ---- | ---- | ---- | ---- | ---- | ---- | ----- | ---- | ---- | ---- | ---- |
| Rekord max. hőmérséklet (°C)  | 36,1 | 35,0 | 36,7 | 36,1 | 35,0 | 36,7 | 33,3 | 35,0 | 33,9  | 33,9 | 35,0 | 35,0 | 36,7 |
| Átlagos max. hőmérséklet (°C) | 31,1 | 31,1 | 31,7 | 31,7 | 31,7 | 31,1 | 30,6 | 30,6 | 30,6  | 31,1 | 32,2 | 32,2 | 31,3 |
| Átlaghőmérséklet (°C)         | 28,3 | 28,3 | 28,3 | 28,3 | 28,1 | 27,5 | 26,7 | 26,4 | 26,4  | 27,2 | 28,6 | 28,9 | 27,7 |
| Átlagos min. hőmérséklet (°C) | 25,6 | 25,6 | 25,0 | 25,0 | 24,4 | 23,9 | 22,8 | 22,2 | 22,2  | 23,3 | 25,6 | 25,6 | 24,3 |
| Rekord min. hőmérséklet (°C)  | 21,1 | 22,8 | 20,0 | 21,7 | 20,6 | 18,9 | 16,1 | 17,2 | 16,1  | 18,3 | 21,1 | 22,8 | 16,1 |
| Átl. csapadékmennyiség (mm)   | 127  | 119  | 137  | 109  | 86   | 25   | 12   | 5    | 7     | 23   | 50   | 139  | 839  |
| Forrás: wetterkontor.de       |      |      |      |      |      |      |      |      |       |      |      |      |      |

## Népessége
| 2010 | 193 563 |
| 2015 | 222 323 |

## Története

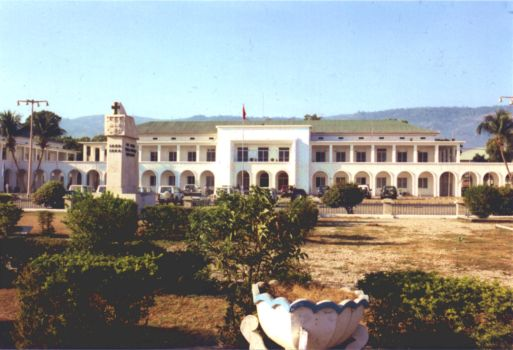
Kormányzói palota

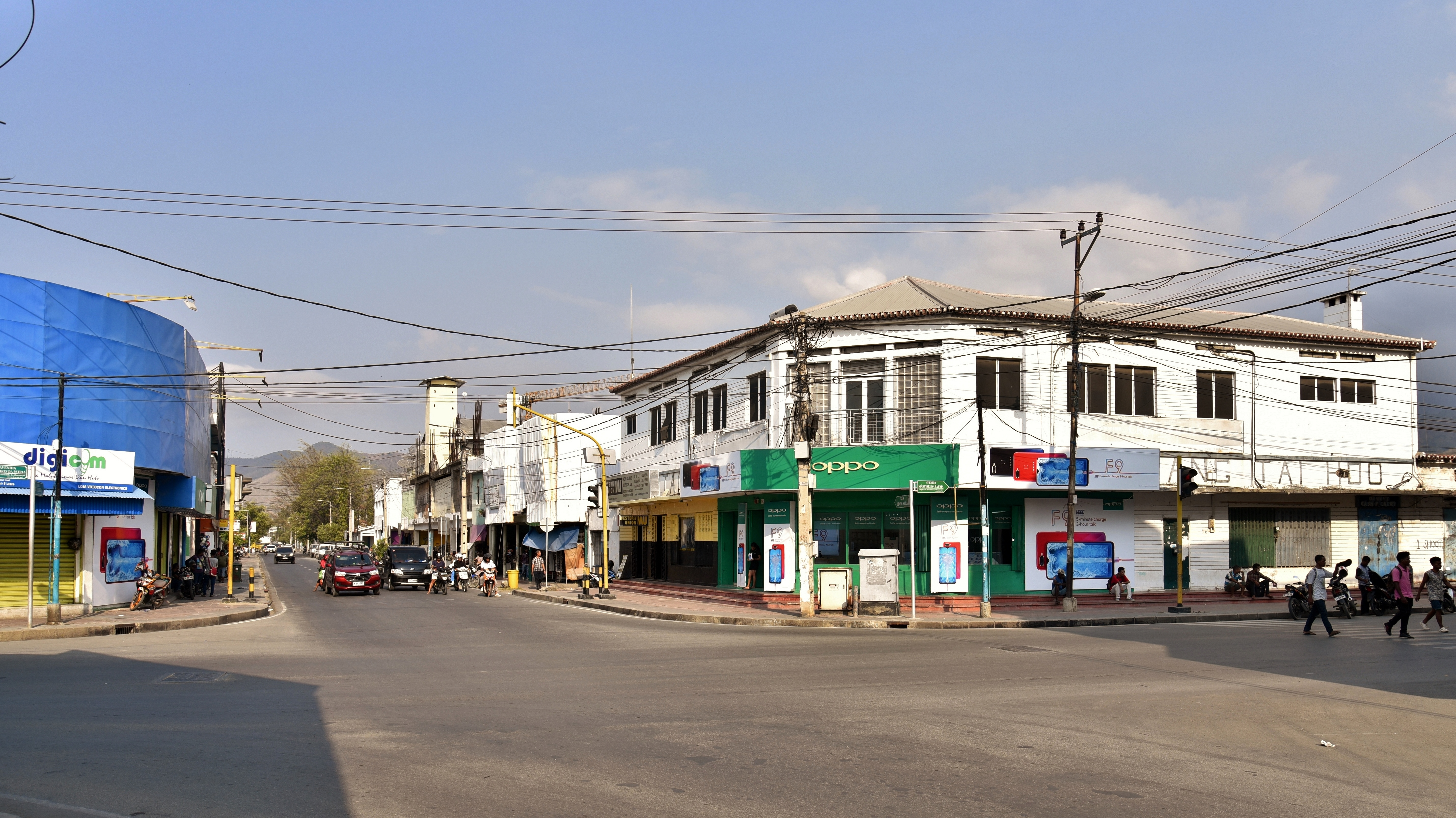
Utcakép

Dilit a portugálok alapították 1520 körül, majd megtették Portugál-Timor fővárosává 1596-ban. A második világháború alatt Dilit megszállták a japánok. Kelet-Timor 1975. november 28-án egyoldalúan kikiáltotta függetlenségét Portugáliától, bár kilenc nappal később, december 7-én indonéz csapatok betörtek Dilibe. 1976. július 17-én Indonézia elfoglalta Kelet-Timort, melyet kineveztek Indonézia 27. tartományának, Timor Timurnak, Dili központtal.
1975-től 1999-ig brutális gerilla háború zajlott az indonéz és a függetlenség párti erők közt, amelyben több tízezer kelet-timori és néhány nemzetközi civil vesztette életét. Annak ellenére, hogy Dili indonéz irányítás alatt állt a kelet-timori ellenállásnak sikerült indonéz tulajdonokat támadni, valamint hirtelen támadásokkal gyengíteni az indonéz hadsereget, többezres veszteséget okozva annak. Éppen ezért  1989-ig külföldieket, vagy indonéz civileket nem engedtek be a területre.
2002. május 20-án Dili lett a független Kelet-Timor fővárosa.
2006 októberében ismét utcai zavargások kezdődtek a városban, ezért 1600 ENSZ rendőr vigyázott a békére a városban.

## Gazdaság
Kelet-Timor fő kikötője és kereskedelmi központja.

## Repülőtér
Dili repülőterét, amelyet Nicolau Lobatoról, a szabadságharc egyik vezetőjéről neveztek el, Comoróban találhatjuk meg. A repülőteret katonai és üzleti célokra is használják.

## Oktatás
Dili iskolái közt megtalálható a Szent József Középiskola (Colégio de São José).
Az ország fő felsőoktatási intézetének, az Universidade Nacional de Timor-Leste-nek is Diliben található a székhelye.

## Testvérvárosok
- Coimbra, Portugália (2002)
- Darwin, Ausztrália (2003)